# Cung Âm nhạc Catalan
Cung Âm nhạc Catalan (phát âm tiếng Catalunya: [pəˈlaw ðə lə ˈmuzikə kətəˈlanə], tiếng Anh: Palace of Catalan Music) là một phòng hòa nhạc nằm ở Barcelona, Tây Ban Nha. Được thiết kế theo phong cách nghệ thuật hiện đại bởi kiến trúc sư Lluís Domènech i Montaner, công trình được xây dựng từ 1905 đến 1908 cho Orfeó Català, một dàn đồng ca hợp xướng được thành lập năm 1891 là lực lượng hàng đầu trong phong trào văn hóa Catalan được gọi là Renaixença (Catalan Phục hưng). Công trình này được khánh thành vào ngày 9 tháng 2 năm 1908.
Dự án này được tài trợ bởi nguồn vốn xã hội hóa, nhưng những nhà công nghiệp và tư sản giàu có của Barcelona cũng có những đóng góp quan trọng về mặt tài chính. Kiến trúc sư của tòa nhà đã được Hội đồng thành phố Barcelona trao thưởng vào năm 1909 như là tòa nhà tuyệt vời nhất được xây dựng trong năm trước. Từ năm 1982 đến 1989, tòa nhà đã trải qua quá trình phục hồi, tu sửa và mở rộng trên diện rộng dưới sự chỉ đạo của kiến trúc sư Oscar Tusquets và Carles Díaz. Năm 1997, UNESCO công nhận Cung Âm nhạc Catalan là di sản thế giới cùng với bệnh viện Sant Pau. Ngày nay, mỗi năm có hơn nửa triệu người tham dự các buổi biểu diễn âm nhạc ở đây, từ nhạc giao hưởng, thính phòng, jazz hay Cançó (bài hát Catalan).

## Mô tả
Tòa nhà nằm ở góc giao của hai con phố chật chội, trong môt khu vực cũ của thành phố được gọi là Casc Antic. Hầu hết các tòa nhà hiện đại nổi bật khác, ví dụ như các tòa nhà được thiết kế bởi Antoni Gaudí nằm trong khu vực sang trọng được mở rộng trong thế kỷ 19 được gọi là Eixample.
Công trình là thiết kế điển hình của kiến trúc hiện đại Catalan bởi sự chiếm ưu thế của các đường cong so với đường thẳng, hình động được ưa thích hơn hình tĩnh và các trang trí phong phú, nhấn mạnh đến các họa tiết về hoa và các họa tiết hữu cơ khác. Nó chú ý nghiêm ngặt đến chức năng và tận dụng triệt để các vật liệu, công nghệ hiện đại nhất có sẵn vào đầu thế kỷ 20 như là khung thép.